# Kaluza-Klein-Riemann-Krümmungstensor
Der fünfdimensionale Kaluza-Klein-Riemann-Krümmungstensor (oder Kaluza-Klein-Riemann-Christoffel-Krümmungstensor) ist in der Kaluza-Klein-Theorie, einer Vereinigung von Allgemeiner Relativitätstheorie und Elektromagnetismus, eine Verallgemeinerung des vierdimensionalen Riemann-Krümmungstensors (oder Riemann-Christoffel-Krümmungstensors). Dessen Kontraktion mit sich selbst ist der Kaluza-Klein-Ricci-Tensor, eine Verallgemeinerung des Ricci-Tensors. Dessen Kontraktion mit der Kaluza-Klein-Metrik ist das Kaluza-Klein-Ricci-Skalar, eine Verallgemeinerung des Ricci-Skalars.
Benannt sind der Kaluza-Klein-Riemann-Krümmungstensor, Kaluza-Klein-Ricci-Tensor und -Skalar nach Theodor Kaluza, Oskar Klein, Bernhard Riemann und Gregorio Ricci-Curbastro.

## Definition
Sei {\displaystyle {\widetilde {g}}_{ab}} die Kaluza-Klein-Metrik und {\displaystyle {\widetilde {\Gamma }}_{ab}^{c}} die Kaluza-Klein-Christoffel-Symbole. Der Kaluza-Klein-Riemann-Krümmungstensor ist gegeben durch:
{\displaystyle {\widetilde {R}}_{acb}^{d}:=\partial _{c}{\widetilde {\Gamma }}_{ab}^{d}-\partial _{b}{\widetilde {\Gamma }}_{ac}^{d}+{\widetilde {\Gamma }}_{ce}^{d}{\widetilde {\Gamma }}_{ab}^{e}-{\widetilde {\Gamma }}_{be}^{d}{\widetilde {\Gamma }}_{ac}^{e}.}
Der Kaluza-Klein-Ricci-Tensor und -Skalar sind gegeben durch:
{\displaystyle {\widetilde {R}}_{ab}:=\partial _{c}{\widetilde {\Gamma }}_{ab}^{c}-\partial _{b}{\widetilde {\Gamma }}_{ac}^{c}+{\widetilde {\Gamma }}_{cd}^{c}{\widetilde {\Gamma }}_{ab}^{c}-{\widetilde {\Gamma }}_{bd}^{c}{\widetilde {\Gamma }}_{ac}^{d},}
{\displaystyle {\widetilde {R}}:={\widetilde {g}}^{ab}{\widetilde {R}}_{ab}.}